# Kilian Riedhof
Pour les articles homonymes, voir Riedhof.
Kilian Riedhof, né le 27 avril 1971 à Jugenheim (Allemagne de l'Ouest), est un réalisateur et scénariste allemand.

## Biographie
Kilian Riedhof grandit dans le sud de la Hesse et étudie la réalisation de 1994 à 1996 à la Hamburg Film School (aujourd'hui Hamburg Media School). Ses professeurs comprennent Nikita Michalkow, Hark Bohm, Alexander Mitta, Jon Boorstin, Michael Ballhaus et Sławomir Idziak.
Riedhof est marié à l'actrice et auteure Jana Voosen depuis début 2014.

## Filmographie

### Comme réalisateur
- 2001 : Riekes Liebe (de)  (aussi co-scénario)
- 2004 : College Party (18 – Allein unter Mädchen) (série télévisée, 2 épisodes)
- 2005 : Bloch: Der Freund meiner Tochter (de)  (aussi co-scénariste)
- 2006 : Abschnitt 40: Blutrache  (série télévisée)
- 2007 : Bloch: Der Kinderfreund (de)  (aussi co-scénariste)
- 2007 : Dr. Psycho (de)  (série télévisée, 2 épisodes)
- 2008 : Tatort: Wolfsstunde (de) (Wolfsstunde)  (aussi scénario)
- 2011 : Homevideo
- 2013 : Sein letztes Rennen (de)  (aussi co-scénariste)
- 2016 : Der Fall Barschel (de)
- 2018 : Gladbeck (de)
- 2022 : Vous n'aurez pas ma haine (Meinen Hass bekommt ihr nicht) (aussi co-scénariste)
- 2022 : Stella, une vie allemande (Stella. Ein Leben.)  (aussi co-scénariste)

## Prix et récompenses
- Prix de la télévision allemande 2002 (prix promotionnel) pour Riekes Liebe
- Nomination pour le Prix de la télévision allemande 2008 pour Dr. Psycho
- Prix du thriller allemand 2009 (prix du public) pour Tatort – Wolfsstunden
- Nomination Bernd Burgemeister TV Award 2011 pour Homevideo
- German TV Award 2011 meilleur téléfilm  pour Homevideo
- TV Film Festival Baden-Baden 2011 Prix du Jury étudiant pour Homevideo
- Académie allemande des arts du spectacle - Prix du film télévisé 2011 pour Homevideo
- Prix du téléspectateur 3Sat 2011 pour Homevideo
- Magnolia Gold Award 2012 au Shanghai TV Festival pour Homevideo
- Prix Grimme 2012 pour Homevideo
- Rose d'Or 2012 pour Homevideo
- Platinum Remi Award au Worldfest Houston 2012 pour Homevideo
- Nomination pour le prix du réalisateur allemand Metropolis 2012 pour Homevideo
- Nomination Romy 2014 Meilleur long métrage pour Sein letztes Rennen (de)
- Prix du réalisateur allemand Metropolis 2016 pour Der Fall Barschel (de)
- Seoul International Drama Awards 2018 Meilleur réalisateur et Golden Bird Prize pour Gladbeck
- Nomination au German Director's Award Metropolis 2018 pour Gladbeck
- Nomination à l'Académie allemande de télévision 2018 pour les prix du meilleur réalisateur et du meilleur scénario pour Gladbeck
- Nomination BAFTA TV Award 2019 Catégorie International pour Gladbeck
- German TV Award 2019 Meilleure mini-série pour Gladbeck
- Prix du scénario allemand 2020, avec Jan Braren et Marc Blöbaum, pour Meinen Hass bekommt ihr nicht